# Інформативність
Інформативність — міра корисності та повноти знань, а також категорія, що забезпечує вербалізовану організацію знань, їх осмислення, передавання та кодування читачем.
Інформативність (в теорії тексту) трактується в широкому сенсі, як весь її зміст повідомлення і в вузькому сенсі — як нове знання, яке є в тексті. При визначенні інформативності відчутну роль грає прагматичний аспект, тобто відношення змісту тексту до того знання яким володіє читач по даному питанню.
Існує три підходи, що використовуються при оцінці інформативності повідомлення:
- синтаксичний — розробляє прийоми оцінки інформативності знайомих систем неспоглядно до їх змісту;
- семантичний — пропонує різноманітні варіанти оцінки змістовної сторони повідомлення;
- прагматичний — оцінює повідомлення у відношенні до отримувача.

Інформативність в теорії маркетингових та соціальних досліджень (Інформативність Колядюка) — це міра інформативності маркетингових і соціальних досліджень різних типів, як узагальнююча характеристика якості. На думку автора, результатом маркетингових та соціальних досліджень є інформація. Тому, для планування маркетингових та соціальних досліджень чи при визначенні кращого дослідження у тендерах зручно використовувати комплексну міру якості — Коефіцієнт Інформативності Колядюка InКо (на кшталт проби золота: чим більша проба, тим вища якість).
Об'єктивно, InКо прагне максимуму при максимізації точності репрезентативної вибірки і широти набору відповідей (варіативність). Суб'єктивно, InКо(%) залежить від ступеню розуміння практичного використання відповідей на запитання (інформації) користувачем. Виражається InКо(%) у відсотках, а також як коефіцієнт інформативності Колядюка InКо в частках одиниці від 0 (min) до 1 (max). InКо є функцією точності вибірки P, варіативності відповідей V і прагматичності PG набору включених в дослідження питань і враховує суб'єктивну думку користувача відносно практичності досліджень. Поняття ключової характеристики результатів соціальних і маркетингових досліджень — їх інформативність було введено в соціологію і маркетинг публікацією в 2017 році (Колядюк Р. І.).